# Thaumatowithius aberrans
Thaumatowithius aberrans es una especie de arácnido del orden Pseudoscorpionida de la familia Withiidae.

## Distribución geográfica
Se encuentra en la isla  Reunión (departamento de Francia).